# 상호확증파괴

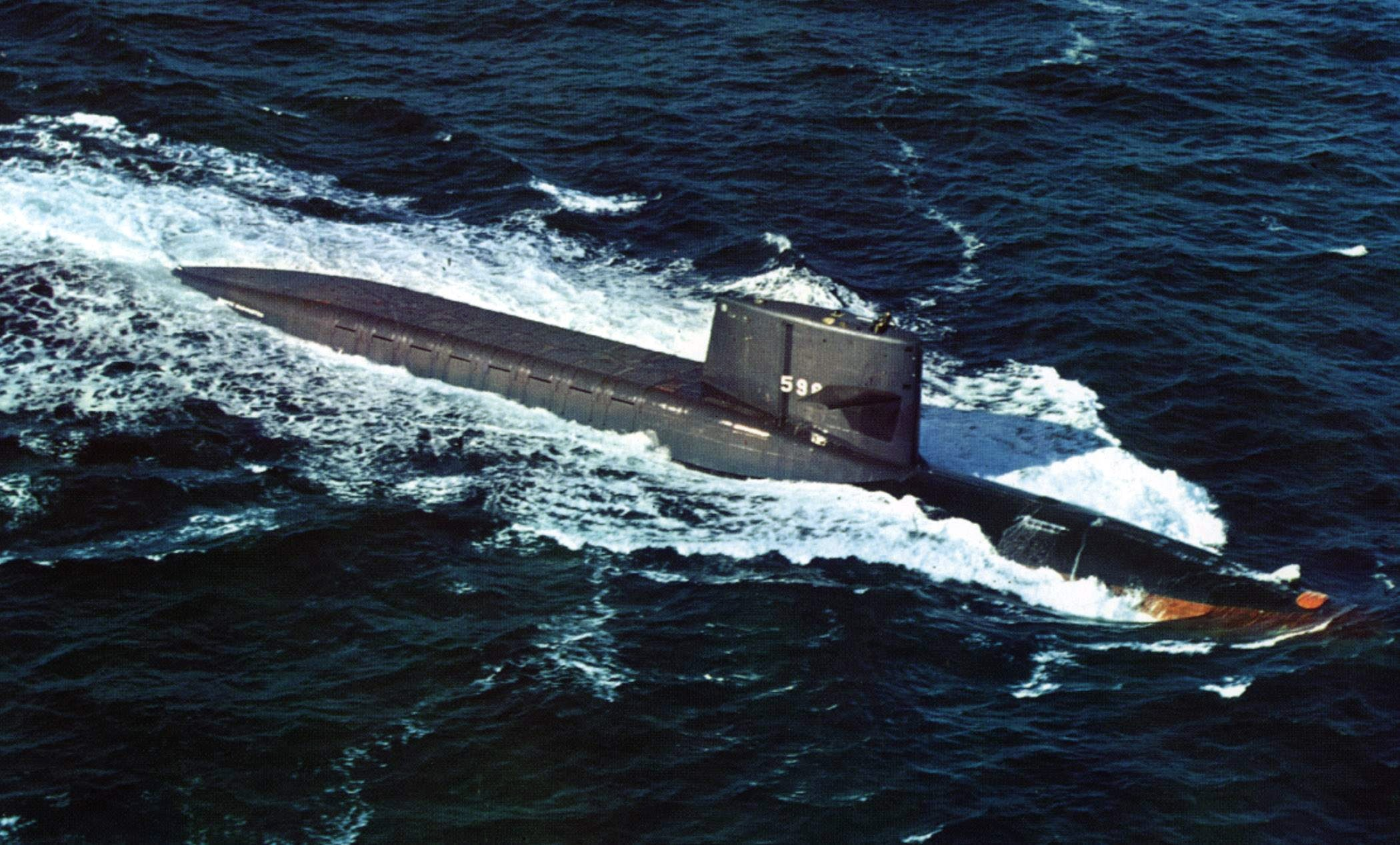
세계 최초의 전략원잠 USS 조지 워싱턴 호. 선제 핵공격으로 적의 지상핵전력을 쓸어버려도 바닷속에 숨은 원잠까지 선제공격할 수는 없기 때문에 선제공격측은 상대방측 원잠의 보복공격을 받게 된다. 때문에 핵무기인 SSBN이 역설적이게도 냉전기의 상호확증파괴 및 이를 통한 핵전쟁 방지에 기여했다.

상호 확증 파괴(相互確證破壞,  영어: mutual assured destruction, mutually assured destruction, MAD)는 핵전략의 개념이자 이론이며 전략이다.
핵무기를 보유하고 대립하는 2개국이 있을 때, 둘 중 어느 한쪽이 상대방에게 선제핵공격을 받아도 상대방이 핵전력을 보존시켜 보복 핵공격을 할 수 있는 경우 핵무기의 선제적 사용이 쌍방 모두가 파괴되는 상호파괴를 확증하는 상황이 되므로 이론적으로 상호확증파괴가 성립된 2개국간에는 핵전쟁이 발생하지 않게 된다. 실제 역사적으로는 냉전기 미국과 소련 사이에 상호확증파괴가 성립되었다.

## 같이 보기
- 경보 즉시 발사(LOW)
- 소모전
- 게임 이론
- 죄수의 딜레마
- 벼랑끝 전술
- 러시안 룰렛
- 진화게임이론